# NGC 3507
NGC 3507 é uma galáxia espiral barrada (SBb) localizada na direcção da constelação de Leo. Possui uma declinação de +18° 08' 05" e uma ascensão recta de 11 horas, 03 minutos e 25,5 segundos.
A galáxia NGC 3507 foi descoberta em 14 de Março de 1784 por William Herschel.